# Типтон (Индијана)
Типтон (енгл. Tipton) град је у америчкој савезној држави Индијана.

## Демографија
По попису из 2010. године број становника је 5.106, што је 145 (-2,8%) становника мање него 2000. године.
| Група             | 2000.         | 2010.         |
| Белци             | 5.097 (97,1%) | 4.876 (95,5%) |
| Афроамериканци    | 8 (0,2%)      | 7 (0,1%)      |
| Азијати           | 29 (0,6%)     | 29 (0,6%)     |
| Хиспаноамериканци | 81 (1,5%)     | 137 (2,7%)    |
| Укупно            | 5.251         | 5.106         |